# 春風どれみ
春風 どれみ（はるかぜ どれみ）は、アニメ『おジャ魔女どれみ』シリーズの登場人物で本作の主人公である魔女見習いの少女。MAHO堂に所属する「おジャ魔女」の一人で、メンバーの中心的人物。担当声優は千葉千恵巳。

## プロフィール
- 1990年（平成2年）7月30日生まれ[注 1]、しし座のB型。
- 美空市美空町という架空の町に住んでいる[注 2]。
- 父親はフィッシングライターの春風渓介、母親は専業主婦（のちにピアノ教室の先生）のはるか。祖父は春風雄介、祖母は陸。妹はぽっぷ。
- ソナチネ幼稚園を卒園後、美空市立美空第一小学校に入学。3年2組⇒4年2組⇒5年1組⇒6年1組に在籍する[注 3]。その後、美空市立美空中学校を経て県立美空高等学校に進学[注 4]。
- 高校卒業後、（大学受験に失敗し）一年浪人を経て、四年制私立大学（教育学部）へ入学。留年することなく[注 5]4年で卒業後、小学校教員の枠が空かず1年間の待機[注 6]の末、母校の美空市立美空第一小学校に教師として赴任[注 7]。
- 魔女見習い服はピンク。お付きの妖精は「ドド」[注 8]。ピアノの音がするポロンを使っている。魔法の呪文は「ピリカピリララ ポポリナペペルト」。マジカルステージでは「ピリカピリララ のびやかに」。ロイヤルパトレーヌの時は「ピリカパトレーヌ」。
- 魔女見習いのリーダー的存在。
- 設定上、ハナちゃんの実の育ての母親である（誕生時にハナちゃんを取り上げたため）。
- 「ドレミファソラシド」が名前の由来[注 9]。
- 好きな食べ物はビーフステーキ（以降、「ステーキ」はビーフステーキのことを指す）。小さい頃のピアノの発表会のあとで食べたステーキがおいしかったことから、ステーキが大好物になった。

## 魔女見習いとして
魔女に憧れ、幼稚園のころから魔女になることを夢見ており、本にあった魔女の呪文を唱えたりもしていた。ある日、どれみの強い願いで辿り着いた「マキハタヤマリカの魔法堂」という店の主人のマジョリカが魔女であることを見破って魔女ガエルに変えてしまったことから、マジョリカをもとの姿に戻すために「魔女見習い」となり、憧れの魔女になるための修行を始める。魔女を目指すに当たっての直接の動機は「好きな人に告白する勇気がほしい」であった。
魔女見習いになりたての時、魔法がうまく使えなかったり、ホウキにうまく乗れずに振り回されたり、変身しても着ぐるみだったり、マジカルステージの失敗の原因を作ったりと、他のメンバーよりも苦戦振りが目立った。進級試験に一人だけ不合格になったことが2度（9級と3級）あるが、どちらも好物のステーキが関わった失敗である。
- 本来最も簡単な9級の試験のときは、魔法を使って指定された食べものを出すべきところを、「世界一おいしい〜」という修飾語からステーキを想像して、そのまま出してしまった[4]。マジョリカによると、9級を不合格になった魔女見習いを見たのは何百年ぶりだという[4]。問屋魔女のデラが魔女界中に言いふらしたため有名になった[5]。
- 3級の試験ではゴールを目前にしてステーキの誘惑に負けてしまった[6]。ただし、3級の試験は難しく、ここで挫折して魔女見習いを辞める人間も多い。

一方、特例で進級したこともあった。魔女界の忘年会で行われたかくし芸大会（はづきとあいこの2級試験と、どれみの3級試験の追試を兼ねていた）で優勝し、そのあと女王様に一つだけの願いごとを聞いてもらうことで4級から2級となった。
本人のドジさ故に活かせることは少ないが、魔女見習いとしてのポテンシャル自体は高い。
最終的には、自ら魔女にはならず、人間として生きることを仲間と共に決意する。人間界で魔女や魔法のことを人間が理解できるよう変えていくと誓い、受け入れられずに泣いてその場を飛び出したハナちゃんを説得した。しかし第6期では消息が分からずメディアからの過度な中傷を受けるおんぷを放っておけず「自分のために魔法を使わない」というルールを決め、久々に魔女見習いとなる。

### セリフ&ポージング
着替え後の「プリティーウィッチーどれみっちー」のセリフは「雰囲気で」という理由でどれみが考案したもので、このセリフとポージングを最初に行ったのもどれみである。他のMAHO堂の手伝いに加わったメンバーもどれみにならい、お着替えの終了時には「プリティーウィッチー○○っちー」（「○○」には本人の名前が入る）と言ってポージングを行う。なお、セリフを直訳すると、「かわいい魔女（見習い）、○○っちー」となる。

### ハナちゃんの（育ての）母親として
小学3年生の終業式の日に、ウィッチー・クイーン・ローズから誕生した魔女・ハナちゃんの育ての母親になる。劇中ではMAHO堂の魔女見習いたち全員がハナちゃんの母親との設定であるが、どれみがハナちゃんを取り上げたことから、第2期当初はどれみだけがハナちゃんの母親であると捉えられていた。実際に第2期第1話では、魔女界の女王様が直々にどれみだけを母親に指名しており、他のメンバーは補佐役を頼まれたのに過ぎない（女王様からどれみに告げた時、他のメンバーは「どれみちゃんが…ママー?!」と驚愕する）。
- ハナちゃんを預かった当初は子育てをやや甘く考えてしまった場面も見受けられ、第2期第3話では、自分になかなか懐いてくれないことに悩んだ際、マジョリカから「お前が1番手を抜いておるからじゃ！」と指摘される。続く第4話では、ハナちゃんを外気浴させている最中なのにもかかわらず、魔法で五十嵐の手助けをすることに気を奪われる。その結果、仲直りには成功させたがハナちゃんのことが疎かになってしまい日光浴の時間（初めてなので30分程度が限度）を長びかせたことが原因で風邪を発症させてしまい、周囲から「ママ失格」の烙印を押される。罪悪感から一旦はMAHO堂から逃げ出し母・はるかに弱音を吐いてしまうが、直後にはるかから平手打ちを受け、「子育ては遊びじゃないし、上手くいかないからってやり直しは聞かない」、「今辛いのはハナちゃんなのに、どうして側にいてあげないの!?」などと叱咤を受け「ママ」としてやるべきことを悟る。はるかから教わったことを元にハナちゃんを夜通し看病し、翌朝には完治させることができた。この出来事をきっかけで自分の言動に責任を持って行動するなど人間としても大きく成長し、後のシリーズでも魔女見習いのリーダー的存在としてメンバーを牽引できるまでになる。

その後、話が進むにつれて、MAHO堂のメンバー全員が「ハナちゃんの母親」であるといった扱いに変わっていった（ハナちゃんも彼女たちを実母として慕うようになる）。
- 16話ではマジョリカたちの慰安のために自宅でハナちゃんを預かることになった際、魔女だとバレないように彼女の魔法によるイタズラの責任を全て背負うことになるなど貧乏くじを引かされることもあった。18話ではドド、19話でははづきとハナちゃんのことで方向性の違いから喧嘩になり意地を張っていたが、最終的には自分の非を自覚し謝罪。和解することができた。
- 最終話で、呪いの森にしか咲いていないラブシュプリームの花を取ることができたのは、最後にバリアを破ったどれみだった（最初にママになっただけではなく、他の仲間たち以上にハナちゃんへの思い入れや育児を通して人間として成長したことから、呪いのバリアを破ることができた）。

- 第2期最終回で魔女界の掟によりハナちゃんが育ての母であるどれみたちから引き離され魔女幼稚園に入園するが、第3期第6話でこっそり魔女幼稚園でハナちゃんの様子を見に行ったときに、でんぐり返しに苦戦するハナちゃんを見て耐えられず、つい声を出してしまう[注 15]。それをハナちゃんが見てしまったため、ハナちゃんまでママに会いたいという寂しい気持ちにしてしまう。翌7話で、その気持ちにつけこんだオヤジーデがハナちゃんを人間界に連れだし、（人間界で）禁断の再会を果たし、さらにハナちゃんの髪型をツインテールに変え、その後、魔女幼稚園でハナちゃんはママたちの見ている前で「でんぐり返し」に成功する。それまでの経緯をもとにマジョミラー園長から、魔女界の慣習を見直し、ハナちゃんとの定期面会を許可することを伝え、以降、定期的にハナちゃんと面会する（第28話以降は他の園児たちも含め、いつでも面会が可能となった）。第28話では、魔女幼稚園で園児たちのイタズラが原因で混乱が生じ、園児がママに会いたいと泣き叫びだし、ハナちゃんが魔法で園児のママを呼び出しているうちに、ハナちゃんまで「ママ」に会いたいと泣きだしてしまい、魔法で（ママである）どれみを魔女幼稚園のプールサイドに呼び出した[注 16]。

- 第3期中盤でハナちゃんが「野菜嫌いの呪い」をかけられてしまったため、克服するまで人間界で暮らすことになるが、野菜嫌いの子どもに野菜を食べさせるのは難しく、「これ食べないと、めっめのめーだからね（プップのプーの変化版）としつけるが、ハナちゃんは、プップのプーと突き返してきて、1歳半のハナちゃんの子育ても呪いを解くのも相当苦労したが、皆の工夫や奮闘もあり、野菜嫌いの呪いを完全に克服することに成功する。

- 第4期第1話で、美空第一小学校（6年1組の教室）にてももこも一緒にいたにもかかわらず、「ママ」と言って抱きついたのはどれみ1人だけ[注 17]。その後ハナちゃんは、謎の転校生[注 18]としてどれみとももこと一緒の6年1組に編入し、小学校卒業まで一緒に通うこととなる。
- ハナちゃんとは第6期の途中（第3巻）からとある事情により、再び一緒の学校（県立美空高校）に通うこととなる。

### 孫との出会い
小学5年生にして、孫のふぁみ（苗字は不明）と出会う。（MAHO堂所属の）魔女見習いの彼女は、どれみが魔女見習いであったとは知らず、どれみに魔女が実在することを伝えるために過去の世界に来た。ふぁみは髪形とその色と見習い服のデザインが少々異なる点を除けば、名前も音階であること、「ピリカピリララ ポポリナペペルト」という呪文、「世界一不幸な美少女」という口癖、ステーキ好き、そしてドジであるなど、どれみの生き写しとも言えるくらい似ている。
どれみの成年後の家庭環境に関しては不明だが、ふぁみの言動からその一端を窺い知ることができる。なお、春風家の雛人形はふぁみまで受け継がれている。

## 人物

### 外見
頭の左右対称についている「お団子」と呼ばれる2つの巨大なシニヨンがトレードマークである。どれみが想像した自身の魔女ガエル姿（全身ピンク色）にもお団子頭があった。シリーズを経て成長するたびにお団子は徐々に小さくなる。小学3年生の時期にはまるでゴムボールのような弾力性があった。第6期ではドジなところは変わっていないが、中学2年生の時に、小竹にフラれたことがきっかけで一度は髪を切っていたが、高校入学前に開かれた小学校の同窓会を機にシニヨンに戻すも、ボリュームが少なく半球状のシニヨンになっている。髪は赤で瞳は紅色。
- 謎の機械（第1期のCDドラマで初登場。判ったのは動作音だけで詳細は不明）を使って作中で髪型をセットしていたらしいが、映像に登場したことはない。目の当たりにしたハナちゃんが「メカっぽいの」と表現している通り、お団子頭を作る際は大きな機械音がしていた[13]。機械の作動音はCDドラマのほか、第4期第8話でも聞くことができる。なお、第2期第2話での母との入浴後のシーンでは、ドライヤーと櫛でお団子を整えられていた。第6期の冒頭でも、櫛を使ってお団子（シニヨン）を整える場面がある[14]。

- 髪を下ろした姿はテレビシリーズでは数えるほどしか登場していないが[15]髪の毛は腰に届くほど長い。髪の先のほうが跳ね気味に癖がついている[注 23]が、基本的にストレートヘアーである。第6期最終巻の表紙（どれみが美空小学校の教諭になった時）では、髪の毛を下ろした姿で教壇に立っており、小学生のときと同じく毛先は若干跳ねている。

### 性格
「世界一不幸な美少女」を自称しながらも、好奇心旺盛、楽天的で明るく前向きな性格。一方で対応に困ると嘘を吐いてしまうこともあるなど若干わがままな部分が災いして相手を傷つけたり、他のことに気を取られてやるべきことが疎かになってしまい信頼を失くすことも多い。良いことを言ったと思いきや、その直後にそれを帳消しにするような発言をすることもしばしばある。
- 妹のぽっぷとは対照的な「大ざっぱな性格」で、第2期でハナちゃんの育児期間中にはミルクの作り方を含めた子育ての方針を巡ってはづきと揉めたことや、第3期では、お菓子の材料を一部入れ忘れて生地が上手く焼けず失敗するほど。

- 幼少期は悪戯好きでそれが元で周りに迷惑をかけてしまったことがあり、幼稚園の時に当時のクラスメイトだった岡田ななこから当時飼っていたうさぎが原因ではづきと仲違いをしたことが語られている[16][注 26]、小学2年生のときにはクラスメートの小竹哲也の机の中にカエルを入れたこともあり、これが原因で事あるごとに彼からからかわれるようになった[17]。現在では「いるだけでみんなを楽しくさせることができ、誰とでも友達になれる」担任の関先生[17]やクラスメート、さらには魔女界の女王様からも認められるほど、少々お人好しながら優しく思いやりがある性格になった[注 27]。

- 普段はドジで怖がりで勉強嫌いであり、妹のぽっぷと比べても全く頼りないが、困っている人を放って置けない性分を活かして難しい問題に直面したMAHO堂の仲間たちを含めた友達やぽっぷ、義娘であるハナちゃんを含めた家族のためなら自分が犠牲になることも恐れずに立ち向かう勇気を持つ。上級生や初対面の人物にも敬語を使うなど礼儀も弁えてはいるが、前述した短所が災いして相棒である妖精のドドを使いっ走りにしたり、良かれと思って取った言動がきっかけで相手を傷つけたり喧嘩の発端になってしまうこともあった。周りから叱咤、非難を受けたことで自分の行動を思い出すうちに自身の過ちを悟って罪悪感を抱き、相手に自ら謝罪したり後始末をするなど、責任感の強さを見せることもある。その反面、自身でも感情が抑えきれなくなることがごく稀にある[19][20]。

- 恋愛には非常に疎く、小学時代から失恋を重ねており、第6期では矢田まさるとの仲も睦まじいはづきにぼやき、玉木にまで先を越されたと嘆いていたが、後に、中学2年生の時の（小竹への）失恋は、実は小竹が返事を書くのに手間取りすぎたのを、どれみ本人が勝手に失恋したと思い込んでいただけだったことが判明した[21]。なお、失恋したと思い込んだ時に、髪の毛をバッサリ切ってしまったため、美空小同窓会でシニヨンヘアにするのに相当時間がかかった。

### 口癖
口癖は「あたしって世界一不幸（たまに幸せ）な美少女だ〜！」（高校生になると、「世界一幸せな（15歳の）美少女」に変更）と、膨れっ面を左右に振りながらの「プップのプー」。後に「プップのプー」はどれみのお付きの妖精だったドドやハナちゃんに真似されており、ハナちゃんを通じて魔女幼稚園の園児にも真似されている。
- 一人称は「あたし[注 31]」。またときどき語尾に「……なのさ〜！」と付けることがある[注 32]。

### 趣味・嗜好
- 5歳のころからピアノを習っていたが[24]、母・はるかの（自分の潰えた夢を託そうとするあまりの）厳しすぎる指導がプレッシャーとなり、発表会で失敗してしまったことからピアノが嫌いになってしまった[25]。その際、自分の過ちに気付いたはるかが教えるのを止め[注 33]、ピアノも売り払ってしまう[注 34]が、後に第2期でぽっぷが本人の希望でピアノを習い始めたのを機に春風家に再びピアノが戻り[26][注 35]、どれみも再び自らの意志で、趣味で嗜むレベルながらも練習を再開した。なお第6期において、ピアノを続けているかについては言及されていないが、最終的に音楽の授業もある小学校教諭になったので、問題なく弾けるようである。なお、ピアノのレベルは、カレン女学院に進学したぽっぷの方が上である。
- 前述の通りピアノの発表会の帰りにレストランでステーキを食べ、そのおいしさに大のステーキ好きになり、将来の夢として「ステーキ屋さん」を挙げたり[27]、「ステーキでプロポーズされたい」と思うほど[28][注 36]。しかし、劇中ではステーキを食べる機会をことごとく逃している。
- 夏になるとよく麦茶中毒にかかった[29]。
- 「機動戦隊バトルレンジャー」の大ファンで、それに似せた「おジャ魔女戦隊マジョレンジャー」を結成したことがあり、第1期第42話ではマジョピンク、第4期第24話ではマジョレッドを演じていた。

### 交友関係
呼称は主に「どれみちゃん」。関先生と男子の一部は「春風」・マジョランなどは「どれみ」（ただし、玉木麗香と島倉かおりは「春風さん」と、さん付けしている）・小竹は「どじみ」、またサッカー部（美空高校）の部員たちからは「マネージャー」・「春風」・「春風先輩」などと呼ばれている、なお後輩の柏木千波には「どれみ先輩」と呼ばせている。逆に、どれみは玉木や小竹など一部の人を呼び捨てにしている。大学卒業後、美空第一小学校の教諭になった時にも、赴任の挨拶で全校児童の前で大ドジをしてしまった結果、受け持ちの3年2組の児童から「はるかぜどじみ先生」と呼ばれた（黒板に泣きっ面の下手な似顔絵にこの名前がチョークで書かれていた）。
- 藤原はづきとは幼稚園からの幼なじみで親友である。
- 小竹哲也とも幼稚園からの同級生でずっとクラスが一緒[注 41]であるが、いつも小竹から些細なことでからかわれる[注 42]ので喧嘩していたが、第6期ではそのようなことはなくなり相思相愛の関係になっている。
- ハナちゃんの一件以後もFLAT4の暁とは友好的に接していたが、第6期では空気の読めない彼を迷惑に思っている。
- クラスメイトの横川信子が書いた小説やマンガではよく「忠犬どれみ」として描かれている。忠犬どれみはマッハ2で走ることができ人間の言葉が分かるらしい。第3期で忠犬どれみははづき博士によって「忠犬変形どれみロボ」に変身できるように改造された。どれみロボの必殺技は「どれみロボお団子ダイナミック」。コックピットの正面にあるBonBonというボタンを押すと発射される。「ハナちゃん一座」として魔女幼稚園の学芸会で劇をしたときにはこのどれみロボは悪役だった。さらに第4期第8話では弱い「忍犬どれみ」として登場。最終話でも信子の書いた小説にどれみが主人公として出てくるが、人間ではなく宇宙人のようなキャラクターだった[注 43]。人間だったのは、「走る少女」のみである。
- 玉木麗香は宿敵であるが、2001年5月6日（第3期第14話）（飛鳥ももこの誕生日）に玉木と組んだお笑いコンビの「お嬢様ズ」は男子の「SOSトリオ」や「トヨケン」よりも受けがよく、お笑いに厳しい大阪出身の妹尾あいこの父・幸治に絶賛されるほどの出来である。なお、「お嬢様ズ」は児童会長選挙に玉木が立候補した際、応援演説の場で再結成されている[32]。その場でもウケがよく、緊張が取れた玉木は児童会長選挙に圧倒的得票で当選した。

### その他
- 勉強は苦手で、幾度となくテストの点や通知表を見て落ち込んでいる[注 44]。活字ばかりの本を見るとすぐに眠ってしまう[34]。特に算数・数学を不得手としている。一方で発想力は柔軟であり、なぞなぞには強い[5]。
  - 第6期でも勉強嫌いは改善されておらず、美空高校への受験もはづきの協力がなければ危うく不合格になるところであった。教師になる目標ができたが、目標ができるまでの期間の学力が不足しており、大学受験は1度失敗（一浪）した後は、周囲の協力により学力が上がり、2度目の受験で志望大学（私立）[注 45]に無事合格し、その後は留年することなく教員免許を取得し、大学を卒業している[注 46]。
- 最初「マキハタヤマ（巻機山） リカの魔法堂」を「マキハタヤ〔巻機屋〕 マリカの魔法堂」と読んでしまった[2]。
- 二枚目の男性によく惚れるが、その分よく振られる。
- 成り行きでおんぷが出場したオーディションに出てしまった際、玉木と共に最終審査まで残っていた[35]。
- 夏休みの宿題は毎年ギリギリになるまで放置するタイプで、宿題の話題をするとショックで気絶してしまう[36]。小学4年時[37]には作文、小学6年時[38]には読書感想文を夏休み中に終えることができなかった。
- そそっかしく大雑把な性格からか、第3期まではまともに料理ができなかった[39]。包丁は穴あき包丁派[40]。
- 運動はあまり好きではなく、得意でもない[41]。スポーツ自体にも疎く、小学生時代にはサッカーや野球のルールを知らなかった[42]。
- ステーキ以外にも、基本的に食欲に忠実[43][注 48]。
- 「美少女」を自称しているが、客観的にはそう形容しがたいルックスらしい[注 49]。